# Ordre de bataille unioniste de Port Republic
Les unités et commandants suivants de l'armée de l'Union ont combattu lors de la bataille de Port Republic de la guerre de Sécession. L'ordre de bataille unioniste est indiqué séparément.

## Abréviations utilisées

### Grade militaire
- MG = Major général
- BG = Brigadier général
- Col = Colonel
- Ltc = Lieutenant-colonel
- Maj = Commandant
- Cpt = Capitaine
- Lt = Lieutenant

### Autre
- (b) = blessé
- mb = mortellement blessé
- † = tué
- (PDG) = capturé

## Département de la Rappahannock
MG Irvin McDowell (absent)

### Forces à Port Republic
BG Erastus B. Tyler
| Division                                     | Brigade                                           | Régiment et autre |
| -------------------------------------------- | ------------------------------------------------- | --- |
| Division de Shield BG James Shields (absent) | Troisième brigade (Tyler) BG Erastus B. Tyler     | - 7th Indiana Infantry : Col James Gavin - 7th Ohio Infantry : Ltc William P. Creighton - 29th Ohio Infantry : Col Louis P. Buckley - 110th Pennsylvania Infantry : Col William D. Lewis - 1st West Virginia Infantry : Col Joseph Thoburn |
| Division de Shield BG James Shields (absent) | Quatrième brigade (Carroll) Col Samuel S. Carroll | - 5th Ohio Infantry : Col Samuel H. Dunning - 66th Ohio Infantry : Col Charles Candy - 84th Pennsylvania Infantry : Maj Walter Barrett |
| Division de Shield BG James Shields (absent) | Cavalerie                                         | - 1st West Virginia Cavalry : Maj Benjamin F. Chamberlain |
| Division de Shield BG James Shields (absent) | Artillerie                                        | - Batterie L, 1st Ohio Artillery : Cpt Lucius N. Robinson - Batterie H, 1st Ohio Artillery : Cpt James F. Huntington - Batterie E, 4th U.S. Artillery : Cpt Joseph C. Clark, Jr.                                                           |